# Aleksy IV Angelos
Aleksy IV Angelos, gr. Αλέξιος Δ' Άγγελος, Aléxios IV Angelos (ur. ok. 1182, zm. 8 lutego 1204) – cesarz bizantyjski od sierpnia 1203 do stycznia 1204.
Był synem cesarza Izaaka Angelosa i bratankiem Aleksego III Angelosa. W wyniku przewrotu i przejęcia władzy przez stryja w 1195 roku znalazł się wraz z ojcem w więzieniu. W 1201 roku uciekł na zachód Europy i rozpoczął zabiegi o uzyskanie pomocy w odzyskaniu tronu ojca. W czerwcu 1203 roku stanął z wojskami IV krucjaty pod murami Konstantynopola. Po ucieczce stryja Aleksego III został 1 sierpnia 1203 roku koronowany na współcesarza Bizancjum. W targanym wewnętrznymi walkami Konstantynopolu starał się lawirować pomiędzy krzyżowcami a arystokracją bizantyńską. Wtrącony do więzienia w wyniku przewrotu pałacowego 25 stycznia 1204 roku, został z rozkazu Aleksego V Murzuflosa zabity 8 lutego 1204 roku.

## Życiorys

### Ucieczka i pierwsze zabiegi o odzyskanie tronu ojca

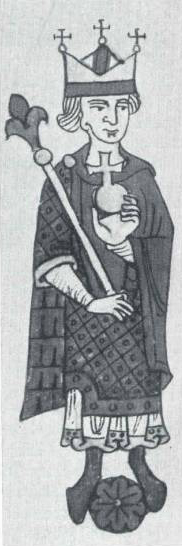
Filip Szwabski

Aleksy urodził się w 1183 roku. Po zdetronizowaniu i oślepieniu ojca Izaaka II przez stryja Aleksego III w 1195 roku znalazł się pod strażą w jednym z cesarskich pałaców Konstantynopola. Pod koniec 1200 roku, siostra Aleksego Irena rozpoczęła zabiegi mające na celu ucieczkę Aleksego, którego życie znalazło się w niebezpieczeństwie, z chwilą gdy stryj Aleksy III wyznaczył na swego następcę swego zięcia Teodora Laskarysa. Wiosną 1201 roku osiemnastoletni Aleksy dzięki pomocy siostry wymknął się z Konstantynopola na pizańskim okręcie. Z Ankony, do której dotarł drogą morską, udał się w towarzystwie Ireny, która czekała już nań ze zbrojną eskortą, na dwór szwagra Filipa Szwabskiego do Haguenau nad Renem, dokąd dotarł mniej więcej we wrześniu 1201 roku. Spodziewał się, że potężny szwagier pomoże mu w odzyskaniu tronu ojca.
Pod koniec 1201 roku do Haguenau zjechał także Bonifacy z Montferratu, nowy dowódca przygotowywanej właśnie wyprawy krzyżowej. Pomysł współpracy pojawił się w trakcie prowadzonych na zamku rozmów. Aleksy mógł się spodziewać, że krzyżowcy faktycznie pomogą mu odzyskać tron cesarski. Bonifacy nie mógł nie dostrzec korzyści płynących dla uczestników wyprawy z długu wdzięczności zaciągniętego u nich przez cesarza bizantyńskiego. Rozmowom patronował Filip Szwabski, dziedzic koncepcji politycznych Hohenstaufów: Fryderyka Barbarossy i szczególnie brata Henryka VI, który przed kilkoma laty podjął działania zmierzające do złączenia cesarstw wschodniego i zachodniego w jedno. Na przeszkodzie realizacji planów stała, na razie, słabość ich twórców. Filip Szwabski zaledwie pretendował do tronu cesarskiego, a jego szanse znacznie zmalały po ekskomunice rzuconej nań przez papieża Innocentego III. Bonifacy, chociaż przywódca krucjaty nie miał jednak pieniędzy swego poprzednika, bez których wyprawa już niedługo miała utknąć w martwym punkcie. Aleksy był tylko wygnańcem bez środków i wpływów.
W lutym 1202 roku Aleksy udał się do Rzymu, by uzyskać akceptację dla swoich roszczeń u Innocentego III. Roztoczył przed zebranymi korzyści płynące dla Stolicy Apostolskiej z objęcia przez niego władzy – możliwości połączenia kościołów wschodniego i zachodniego i odzyskania Ziemi Świętej. Papież orzekł jednak, że kwestia następstwa tronu cesarskiego jest wewnętrzną sprawą dynastyczną i nie dotyczy ani papieża, ani krzyżowców. Misja Aleksego zakończyła się niepowodzeniem.

### Negocjacje z krzyżowcami
Tymczasem krzyżowcy, którzy z braku koniecznych środków potrzebnych na opłacenie transportu, na długie miesiące utknęli w Wenecji, w listopadzie 1202 roku nieoczekiwanie przeprawili się na przeciwległy brzeg Adriatyku i w zamian za odroczenie należnych płatności zdobyli dla Wenecji utraconą wcześniej Zarę. Ze względu na porę roku utrudniającą żeglugę, następne miesiące spędzili w zdobytym mieście. Na przełomie 1202 i 1203 roku wysłannicy Aleksego i Filipa Szwabskiego stanęli przed dowódcami krucjaty, proponując rozwiązanie nękających ich problemów finansowych. Krzyżowcom do ustalonej z Wenecją kwoty 85 tysięcy marek brakowało 30 tysięcy, Aleksy w zamian za pomoc w odzyskaniu tronu ojca zaoferował 200 tysięcy marek w srebrze i udział w krucjacie na czele 10 tysięcy żołnierzy na własny koszt przez cały rok. Po burzliwych obradach całego rycerstwa, dowódcy krucjaty uzgodnili i zadeklarowali, że akceptują propozycje Aleksego, narzucając reszcie swój punkt widzenia. Część niezadowolonych z obrotu sprawy krzyżowców wycofała się wówczas z udziału w krucjacie. Pod koniec kwietnia armia krzyżowa opuściła Zarę, kierując się na Korfu. W mieście pozostali doża Enrico Dandolo i Bonifacy z Montferratu, oczekujący na Aleksego, który przybył z orszakiem zbrojnych swego szwagra 25 kwietnia 1203 roku.
Na Korfu wybuchł kolejny kryzys, który udało się dowódcom i Aleksemu zażegnać po wielu dyskusjach i złożeniu potwierdzonej przysięgą obietnicy uregulowania wszystkich spraw następcy tronu bizantyńskiego do świętego Michała (29 września) i odpłynięcia w ciągu 15 dni po tej dacie do Syrii. 25 maja armia odpłynęła z Korfu i nie niepokojona przez siły bizantyńskie 24 czerwca przybiła do brzegu pod Konstantynopolem.

### Zdobycie władzy

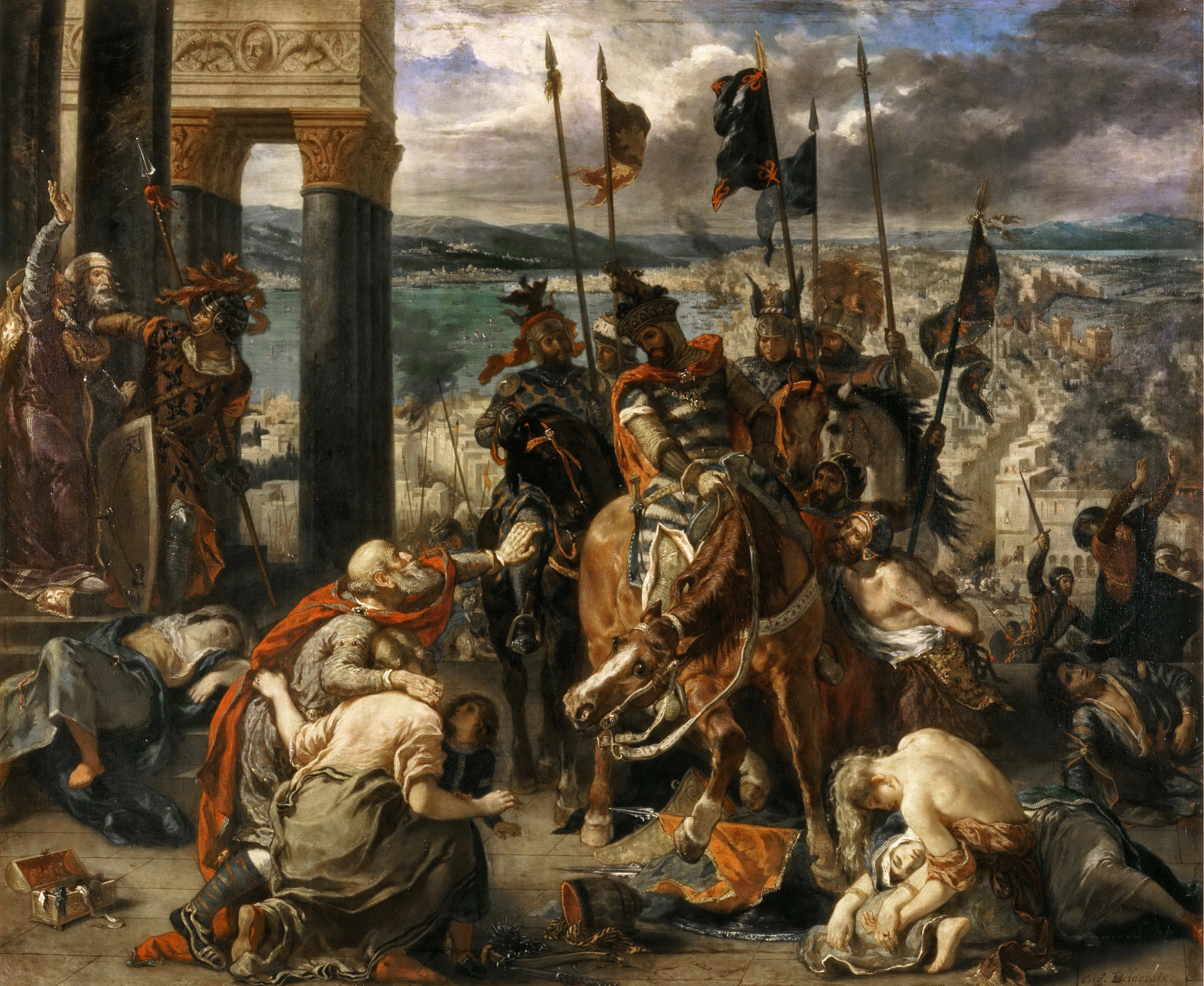
Wejście krzyżowców do Konstantynopola, obraz Eugène Delacroix, 1840

Przysłanemu przez Aleksego III posłowi krzyżowcy przekazali ultimatum: jeśli Aleksy III zwróci koronę cesarską jej prawowitemu dziedzicowi, będzie mógł żyć w spokoju i dostatku. 26 czerwca grupa krzyżowców, a wśród nich doża wenecki, Bonifacy z Montferratu i młody Aleksy podpłynęła pod mury miasta, aby przekazać swoje orędzie również wyległym tłumnie na mury mieszkańcom miasta. Bizantyńczycy przyjęli jednak pretendenta do tronu obojętnie, a ktoś zakrzyknął: „Nie wiemy kim on jest”. 5 lipca krzyżowcy rozpoczęli szturm portu wewnętrznego – Złotego Rogu, który w trzy dni później opanowali. 17 lipca zaatakowali miasto od lądu i od morza. Ostatecznie Wenecjanom udało się opanować fragment murów, zostali jednak powstrzymani przez wojska greckie. W nocy Aleksy III, wymknął się z Konstantynopola, a urzędnicy cesarscy osadzili na tronie uwięzionego przez niego, ślepego Izaaka II. Wiadomość o wypadkach w stolicy została przez posłów przekazana do obozu krzyżowców. Izaak II potwierdził wobec posłów przyrzeczenia złożone przez syna. 1 sierpnia Aleksy został koronowany na cesarza i przyjął imię Aleksego IV.

### Sytuacja nowego władcy
W krótkim czasie cesarze zebrali połowę zadeklarowanej przez Aleksego IV kwoty. Skarbiec świecił jednak pustkami. Europejska część Cesarstwa opowiedziała się po stronie Aleksego III, który z Tracji obserwował rozwój wydarzeń. Aby zebrać potrzebne pieniądze Aleksy IV sięgnął do dóbr osobistych rodziny cesarskiej, ale też ogołocił kościoły stolicy ze złotych i srebrnych sprzętów liturgicznych, co pociągnęło za sobą niezadowolenie biskupów i mieszkańców miasta. Jednocześnie ojciec Aleksego, który posiadał doświadczenie w rządzeniu krajem i poparcie dawnych zwolenników, zaczął tracić światło rozumu, poświęcając całe godziny na słuchanie wróżb i rojeń o odzyskaniu wzroku i rządach nad światem. Niepewność sytuacji powiększały jeszcze akty przemocy ze strony mieszkańców Konstantynopola. Armia przyboczna cesarzy bizantyńskich, po złamaniu jej lojalności wobec zdetronizowanego Izaaka II, przez Aleksego III, nie mogła już stanowić oparcia dla cesarza.

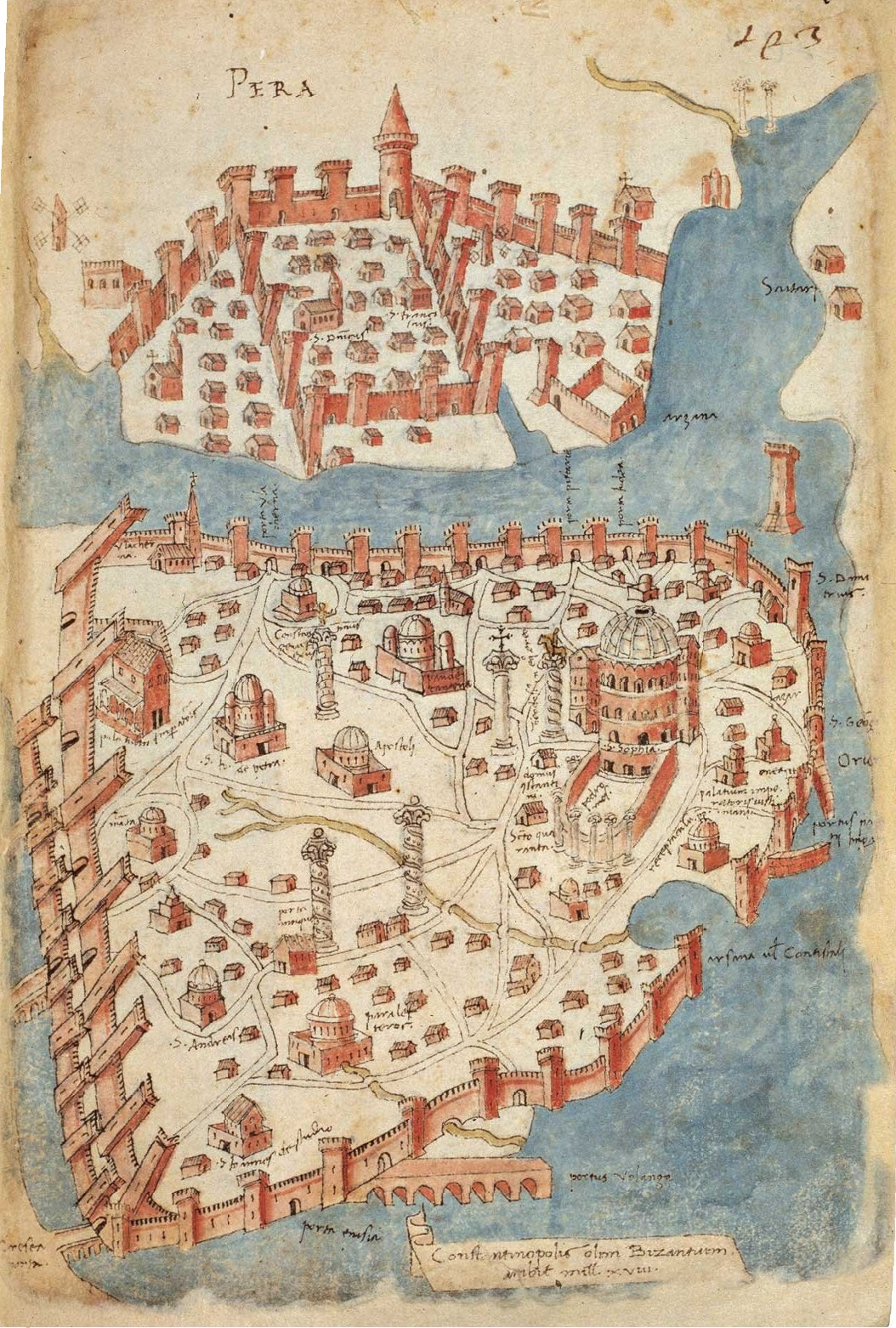
Konstantynopol w średniowieczu (Cristoforos Buondelmonti, Description des îles de l’archipel, Bibliothèque nationale, Paris).

W tych okolicznościach Aleksy IV zwrócił się do dowódców krucjaty o pozostanie armii krzyżowej pod Konstantynopolem do marca następnego roku, co pozwoliłoby mu zgromadzić obiecane środki, a krzyżowcom podjąć działania wojenne w Syrii. Ostatecznie na początku sierpnia podpisano umowę pomiędzy krzyżowcami, Wenecją a Aleksym. Osiągnąwszy porozumienie cesarz wyjechał odebrać hołd od podległych mu prowincji w Azji, a następnie przeprawił się wraz z Bonifacym z Montferratu na europejski brzeg i zajął Trację. Aleksy III po kilku starciach z wojskami krzyżowymi wycofał się do twierdzy Mosynopolis w Macedonii.

### Narastanie konfliktu
Tymczasem w stolicy sytuacja komplikowała się coraz bardziej. Najpierw miejski tłum zaatakował łacinników mieszkających w Konstantynopolu, wśród ofiar znaleźli się Amalfitańczycy mieszkający w mieście od kilku pokoleń. W efekcie spora część łacinników opuściła Konstantynopol i przeniosła się do obozu krzyżowców. 19 sierpnia grupa krzyżowców przeprawiła się przez Bosfor z zamiarem napadnięcia dzielnicy zamieszkanej przez muzułmańską społeczność Konstantynopola. Muzułmanie stawili opór, a w sukurs przyszła im ludność grecka. Łacinnicy zostali pokonani, wycofując się podpalili okoliczne domy, by umożliwić sobie odwrót. Ogień smagany północnym wiatrem dotarł do centrum miasta powodując znaczne straty.
Powrót cesarza w początku listopada i odbyty przezeń tryumf nie poprawiły nastrojów. W handlu nastąpił zastój, obecność łacińskich wojsk pod miastem drażniła dumnych Greków. Aleksy stał się obiektem rosnących nacisków ze strony hierarchów kościoła prawosławnego, którzy żądali aby cesarz zdystansował się do krzyżowców. Do większego znaczenia doszła też w tym czasie w mieście partia wojenna. Gotfryd z Villehardouin, kronikarz krzyżowców, twierdzi, że po powrocie z Tracji cesarz przestał im sprzyjać, chociaż historyk grecki Niketas Choniates podkreśla, że nadal odwiedzał obóz krzyżowców biorąc udział w ich niewybrednych zabawach. Podczas jednej z nich miał pozwolić zdjąć sobie diadem cesarski i założyć baranią czapkę. Niewątpliwie w tym czasie rozpoczyna się kariera Aleksego Dukasa zwanego Murzuflosem, zięcia Aleksego III, przedstawiciela a wkrótce przywódcy partii wojennej, który został mianowany przez cesarza protovestiariosem (dosłownie: przełożonym nad garderobą cesarską).
Zbliżenie Aleksego IV z dawnymi stronnikami Aleksego III, eksponowanie osoby młodego cesarza kosztem starego – Izaaka II doprowadziło do napięć między synem a ojcem. Jednocześnie dwuznaczne postępowanie Aleksego i brak kolejnych wypłat spowodowały, że pod koniec listopada delegacja złożona z sześciu znamienitych krzyżowców, wśród których znaleźli się Godfryd Villehardouin i Conon z Béthune, postawiła obu cesarzom ultimatum: jeśli nie dopełnią danego przyrzeczenia „zrobimy wszystko, aby otrzymać to, co się nam należy”. Niezależnie od krzyżowców próbę wpłynięcia na młodego cesarza podjął również doża wenecki, który spotkał się z Aleksym przed portem. Kiedy rozmowy spełzły na niczym, Dandolo miał wykrzyknąć: „Plugawy łotrze, wyciągnęliśmy cię z błota i tam skończysz”.

### Upadek
Sytuacja coraz bardziej wymykała się z Aleksemu IV z rąk. W odpowiedzi na gwałtowne wystąpienia łacinników grecy 1 stycznia w nocy zepchnęli 17 wypełnionych pakułami i podpalonych galer na okręty krzyżowców. W porę dostrzeżone niebezpieczeństwo pozwoliło krzyżowcom ocalić flotę. W razie powodzenia akcji greckiej znaleźliby się całkowicie na łasce Bizantyńczyków. Bez floty niepodobieństwem było zarówno atakowanie miasta, jak i opuszczenie jego okolic.
Prawdopodobnie chcąc zastraszyć Aleksego IV i skłonić go do zrzeczenia się władzy Aleksy Murzuflos zorganizował w styczniu rozruchy, których jedynym konkretnym efektem było zniszczenie wielkiego posągu Ateny dłuta Fidiasza, który stał na forum zwrócony na zachód. Pijany tłum uznał, że bogini gestem ręki przywołuje najeźdźców i rozbił posąg na drobne kawałki. Robert de Clari podaje, że na cokole posągu widniał napis: „Z zachodu przybędą ci, którzy zdobędą Konstantynopol”.
Aleksy IV za pośrednictwem Murzuflosa zwrócił się o pomoc do krzyżowców. 25 stycznia Bonifacy z Montferratu na czele delegacji krzyżowców stanął przed cesarzem deklarując wprowadzenie wojska do miasta dla ochrony cesarza i żądając jednocześnie natychmiastowej realizacji zobowiązań. Wobec całkowitej bezradności Aleksego IV odrzucił propozycję dalszych rozmów. Murzuflos ujawnił przebieg rozmów tłumowi zgromadzonemu przed pałacem, który zaatakował wychodzących krzyżowców i omal nie pozbawił ich życia. Spod pałacu blacherneńskiego tłum udał się do kościoła Bożej Mądrości, gdzie ogłosił detronizację Aleksego IV. W tej sytuacji Murzuflos w nocy wtargnął do pałacu, pojmał śpiącego Aleksego IV i wtrącił go do więzienia. Nikt nie stanął w jego obronie. Izaak II umarł w po trzech dniach ze zgryzoty i złego traktowania. Aleksego IV, Murzuflos próbował kilkukrotnie otruć. Gdy to nie przyniosło rezultatu w nocy z 8 na 9 lutego 1204 roku kazał go udusić.

## Związki rodzinne
| Imię                                                                           | Lata życia                                            | 1 małżeństwo                                          | 2 małżeństwo                                          | 3 małżeństwo                                          | Uwagi                                                 |
| Dzieci Aleksego III Angelosa (1153–1211) – stryja                              | Dzieci Aleksego III Angelosa (1153–1211) – stryja     | Dzieci Aleksego III Angelosa (1153–1211) – stryja     | Dzieci Aleksego III Angelosa (1153–1211) – stryja     | Dzieci Aleksego III Angelosa (1153–1211) – stryja     | Dzieci Aleksego III Angelosa (1153–1211) – stryja     |
| z Eufrozyną Dukainą Kamateriną poślubioną w 1169 roku                          | z Eufrozyną Dukainą Kamateriną poślubioną w 1169 roku | z Eufrozyną Dukainą Kamateriną poślubioną w 1169 roku | z Eufrozyną Dukainą Kamateriną poślubioną w 1169 roku | z Eufrozyną Dukainą Kamateriną poślubioną w 1169 roku | z Eufrozyną Dukainą Kamateriną poślubioną w 1169 roku |
| ------------------------------------------------------------------------------ | ----------------------------------------------------- | ----------------------------------------------------- | ----------------------------------------------------- | ----------------------------------------------------- | ----------------------------------------------------- |
| Irena Angelina                                                                 |                                                       | z Andronikiem Kontostefanosem                         | z Aleksym Paleologiem                                 |                                                       | babka Michała Paleologa                               |
| Anna Angelina                                                                  | 1176–1212                                             | z Izaakiem Komnenem do 1195                           | z Teodorem Laskarysem 1200–1212                       |                                                       | cesarzowa nicejska od 1205                            |
| Eudoksja Angelina                                                              | zm. 1211                                              | ze Stefanem Nemaniczem 1190–1198                      | z Aleksym Murzuflosem w 1204                          | z Leonem Sgurosem 1204–1210                           |                                                       |
| Dzieci Izaaka II Angelosa (1156–1204) – ojca                                   |                                                       |                                                       |                                                       |                                                       |                                                       |
| Z Heriną (Ireną) prawd. Paleologiną oddaloną lub zmarłą najpóźniej w 1185 roku |                                                       |                                                       |                                                       |                                                       |                                                       |
| Eufrozyna Angelina                                                             |                                                       |                                                       |                                                       |                                                       | wstąpiła do zakonu                                    |
| Irena Angelina                                                                 | 1181–1208                                             | z Rogerem Sycylijskim w 1193                          | z Filipem Szwabskim 1197–1208                         |                                                       |                                                       |
| Aleksy IV Angelos                                                              | 1182–1204                                             |                                                       |                                                       |                                                       | cesarz 1203–1204                                      |
| z Małgorzatą Węgierską poślubioną w lutym 1186 roku                            |                                                       |                                                       |                                                       |                                                       |                                                       |
| Jan Angelos                                                                    | 1193–1259                                             |                                                       |                                                       |                                                       | władał Syrmią i Bač;                                  |
| Manuel Angelos                                                                 | 1195–1212                                             |                                                       |                                                       |                                                       |                                                       |

## Opinie o Aleksym
Ocena Aleksego, z uwagi na sytuację w jakiej się znalazł, a którą poniekąd sam też w jakimś stopniu wywołał jest rozpięta pomiędzy współczuciem a nienawiścią. Współczesny Aleksemu Niketas Choniates, napisał o nim: „był tylko młodzieńcem na wygnaniu, który błąkał się po świecie jak kometa, nie mając przy sobie dosłownie niczego”. Zupełnie inaczej ocenił młodego cesarza doża wenecki, który wobec odmowy spełnienia żądań łacinników miał wykrzyknąć: „Nędzny młodzieniaszku, wyciągnęliśmy cię z bagna i do bagna z powrotem cię wrzucimy”.
Współcześni historycy podobnie różnią się w swoim stosunku do Aleksego. Opisując jego śmierć Georg Ostrogorski stwierdza: „Aleksy nie tylko stracił, zdobytą za cenę tylu poświęceń koronę, ale i życie”. Inaczej Steven Runciman, który IV krucjatę uważał za największą zbrodnię w dziejach: „wiadomość o jego śmierci nie wywołała u nikogo – na co Aleksy zasłużył – ani odrobiny żalu”.